# Матч всех звёзд НХЛ
Матч всех звёзд Национальной хоккейной лиги (англ. NHL All-Star Game, фр. Match des étoiles de la LNH) — ежегодная товарищеская игра сильнейших действующих хоккеистов НХЛ. Официально первый «Матч всех звёзд» был сыгран в сезоне 1947/48 года, но предпосылки для его возникновения появились намного раньше. «Матч всех звёзд» за всё время своего существования не проводился девять раз. В 1979 и 1987 годах из-за проведения матчей со сборной СССР (Кубок Вызова 1979 и Рандеву-87), в 1995, 2005 и 2013 из-за локаута, в 2006, 2010 и 2014 годах по причине занятости игроков на Олимпийских играх в Турине, Ванкувере и Сочи, а в 2021 году из-за пандемии коронавируса.
Рекордсменом по количеству участий в матчах всех звёзд является Горди Хоу — 23 игры. Лучший бомбардир — Уэйн Гретцки, на счету которого 25 очков в 18 проведённых поединках. Он же, вместе с Марио Лемьё, имеет наибольшее количество заброшенных шайб — 13.

## История

### Ранняя история (1908—1947)
Прототипом матча всех звёзд стал матч, состоявшийся в 1908 году в Монреале между клубом «Монреаль Уондерерз» и командой звёзд любительской лиги Восточной Канады — игра была посвящена игроку «Монреаля» Ходу Стюарту, который утонул спустя 3 месяца после завоевания Кубка Стэнли в 1907-м, а весь доход, более 2000 долларов, был отдан его семье.
В 1933 году во время матча «Торонто Мэйпл Лифс» — «Бостон Брюинз» защитник «Торонто» Кинг Клэнси сделал грубую подножку бостонцу Эдди Шору, и тот, желая отомстить, со всей силы ударил другого хоккеста, Эйса Бэйли, который неудачно упал на спину, сильно ударившись головой об лёд. Ситуация была настолько критическая, что даже вызвали священника для отпевания. Бэйли выжил, но карьера его была закончена, и в благотворительных целях снова был сыгран матч с участием звёзд.
Кроме этих, были ещё матчи памяти суперзвёзд НХЛ 1930-х годов Хоуи Моренца и Бэйби Сиберта, цель которых была в сборе средств семьям погибших игроков.

### Начало регулярного проведения матча (1947—1967)
С 1947 года проведение «Матча всех звёзд» стало регулярным. Первый официальный Матч состоялся в Торонто, на стадионе «Мэйпл Лифс Гарденс», и до сезона 1967/68 формат его не менялся: встречался обладатель «Кубка Стэнли» со сборной остальных пяти команд лиги — до 1967 года лига состояла из шести команд, так называемой «Большой шестерки».
В 1950-м году случился уникальный прецедент: первые пятерки обеих команд составили игроки «Детройт Ред Уингз», в котором блистал «Конвейер» Горди Хоу-Сид Абель-Тед Линдсэй и ещё целый ряд игроков. В этом матче был сделан и первый «хет-трик» в истории матчей «звёзд». Трижды ворота соперников поражал форвард «Рэд Уинз» Тед Линдсэй, открывший счёт уже на 18-й секунде. После этого пошли разговоры о том, что подобный матч абсолютно неинтересен, и формат матча нужно менять. В итоге уже следующий «Матч всех звёзд» прошёл в формате игроки «Торонто» и «Монреаля» — против сборной американских команд НХЛ. Однако увеличения зрелищности не произошло: два года подряд игры заканчивались вничью, и было принято решение вернуться к старому формату.

### Перенос матча в середину сезона (1967—1975)
Предложения о переносе даты матча с начала сезона на середину воплотили в жизнь в 1967 году, чтобы раскрутить новые команды, появившиеся в лиге: «Филадельфия Флайерз», «Сент-Луис Блюз», «Миннесота Норт Старс», «Лос-Анджелес Кингз», «Окленд Силс» и «Питтсбург Пингвинз». В 1969-м появился новый формат матча — сборная Восточного дивизиона против сборной Западного. Таким образом, «Матч всех звёзд» стал наиболее полно отражать ситуацию в лиге именно на данный конкретный сезон, так как к середине чемпионата уже были видны его главные герои, да и прошлогодний обладатель Кубка Стэнли зачастую преображался не в лучшую сторону через несколько месяцев после триумфа.

### Противостояние конференций (1975—1998)
В 1975-м НХЛ расширяется до 18 команд — две конференции и четыре дивизиона. С этого момента на матче звёзд играют сборные «конференции Кэмпбелла» против сборной «конференции принца Уэльского». А ещё через 10 лет НХЛ, копируя НБА, впервые дает болельщикам списки для выбора стартовой пятерки: лига привлекала внимание прессы.
Отдельно стоит «Матч всех звёзд» 1979 года, когда вместо него был проведен Кубок Вызова, в котором сборная НХЛ играла против сборной СССР.
В 1990 году появилось на свет «шоу конкурсов», называемых «Skills Competition».

### Северная Америка против остального мира (1998—2003)
Перед дебютом игроков НХЛ на Олимпийских Играх в Нагано в 1998 было принято решение поменять формат и сделать матч «сборной Северной Америки», куда вошли канадцы и американцы, и «сборной остального мира». Этот формат, как некая замена международному турниру, критиковался и специалистами и болельщиками: например, канадцам было обидно видеть команду, на 75 % состоявшую из канадских хоккеистов, но при этом названную «сборной Северной Америки». В итоге, за 5 таких «международных» матчей звёзд североамериканцы выиграли трижды, а «остальному миру» достались две победы.

### «Восток» против «Запада» (2003—2010)
В 2003 году был возвращён прежний формат, «Восток» против «Запада». И первый же матч стал неожиданно упорным и закончился лишь в серии буллитов победой «Запада».
Составы сборных и стартовые пятёрки команд определялись голосованием болельщиков. Остальных игроков матча выбирал отдел по хоккейным операциям лиги, стараясь действовать по принципу «по игроку — из каждого клуба». Но могут пригласить и в честь особых заслуг перед хоккеем, как это было с защитником «Детройта» Вячеславом Фетисовым. Тренеры сборных с 1996 года — это тренеры двух лучших команд в каждой конференции (до этого были финалисты Кубка Стэнли).

### Противостояние капитанов (2010—2015)
«Звёздный уикенд» НХЛ подвергался критике как со стороны фанатов, так и со стороны экспертов. Предъявлялись претензии к тому, что игрокам не хватает мотивации, хоккей без силовой борьбы выглядит пресно, защита не действует, матч между новичками и второгодниками не доставляет зрителям никакого удовольствия, а единственным ярким пятном являются соревнования в различных номинациях — конкурсы на скорость катания, красоту исполнения буллитов, силу и точность броска.
В 2010 году НХЛ решила кардинально поменять формат «Матча всех звёзд». Теперь команды должны были быть смешанными. Болельщикам предоставили право выбирать только шесть хоккеистов, которые автоматически становятся участниками «Матча всех звёзд» (три нападающих, два защитника, один вратарь). Изменение было вызвано тем, что фанаты устраивали кампании для привлечения на «Матч всех звёзд» отнюдь не самых сильных хоккеистов (наиболее известным примером является акция «Vote for Rory» 2007 года, которая едва не завершилось выбором Рори Фицпатрика — защитника, тогда игравшего за «Ванкувер»).
Ещё 36 игроков называет департамент хоккейных операций НХЛ. Также эта организация выбирает 12 новичков Лиги для участия в конкурсах.
После этого игроки выбирают двух капитанов. В пятницу, за два дня до матча и за день до конкурсов, капитаны должны поочередно выбирать игроков в свои команды. Право первого «хода» определяется подбрасыванием монеты. В дальнейшем выбор будет происходить по принципу так называемой «змейки» — команда, выбравшая первой в первом раунде, будет выбирать первой в нечётных раундах, и последней — в четных.
Всего каждая команда выбирает 21 игрока (12 нападающих, шесть защитников, три вратаря). После выбора игроков для «Матча всех звёзд», капитаны выберут новичков для конкурсов.
Первый матч по новым правилам состоялся в Роли (Северная Каролина) с 28 по 30 января 2011 года.

### Мини-турнир 3 на 3 (с 2016)
18 ноября 2015 года, лига объявила об изменении формата проведения матча звёзд. С 2016 года матчи звёзд будут состоять из трех матчей в которых примут участие сборные звёзд каждого дивизиона. В первом мачте встретятся сборные звёзд Центрального и Тихоокеанского дивизионов, а во втором сборные Столичного и Атлантического. Победители каждого матча встретятся в финале для определения победителя турнира. Каждый поединок будет продолжаться по 20 минут в формате 3 на 3. Команды будут меняться воротами по прошествии 10 минут каждого матча. При ничейном счёте после 20 минут победитель определится в серии буллитов. В составе каждой команды будет 11 игроков: 6 форвардов, 3 защитника и 2 вратаря.
Голосованием болельщиков выбираются по одному игроку в команду каждого дивизиона. Победители голосования, автоматически становятся капитанами команд своих дивизионов. Остальные 40 игроков определяются департаментом хоккейных операций НХЛ, каждая команда лиги должна быть представлена как минимум одним хоккеистом .
Победителем голосования болельщиков стал нападающий-тафгай клуба «Аризона Койотис» — Джон Скотт, который был автоматически назначен капитаном Тихоокеанского дивизиона. Однако, 15 января 2016 года, за две недели до матча, «Аризона» обменяла игрока в «Монреаль Канадиенс», который сразу же отправил его в свой фарм-клуб. Это поставило под угрозу его участие в матче звёзд, т.к. клуб находится в другом дивизионе. СМИ обвинили руководство «Койотис» в том, что находясь под давлением лиги, осуществили обмен с целью не допустить участия игрока в матче, однако генеральный менеджер «Аризоны» Дон Мэлоуни эту информацию опроверг. А известный хоккейный эксперт Дон Черри выступил с критикой в адрес болельщиков голосовавших за игрока "который не забросил вообще ни одной шайбы в сезоне, чтобы досадить НХЛ". В лиге снова встал вопрос об изменении правил голосования болельщиков за игроков на матч звёзд. 19 января лига объявила что Скотт примет участие в матче звёзд и останется капитаном Тихоокеанского дивизиона несмотря на обмен.

## Лучшие бомбардиры
| Игрок        | Очков      | Игр |
| ------------ | ---------- | --- |
| Уэйн Гретцки | 25 (13+12) | 18  |
| Марио Лемьё  | 23 (13+10) | 10  |
| Джо Сакик    | 22 (6+16)  | 12  |
| Марк Мессье  | 20 (6+14)  | 15  |
| Горди Хоу    | 19 (10+9)  | 23  |

## Лидеры по количеству участий
- Горди Хоу — 23 матча.
- Рэй Бурк — 19.
- Уэйн Гретцки — 18.
- Фрэнк Маховлич — 15.
- Пол Коффи — 15.
- Марк Мессье — 15.
- Скотт Стивенс — 13
- Гленн Холл — 13.
- Эл Макиннис — 13
- Джо Сакик — 12
- Терри Савчук — 11.
- Патрик Руа — 11.
- Никлас Лидстрём — 11.

## Хронология проведения матчей
| #  | Год  | дата       | Результат | Место проведения            | Город        | Страна | Зрителей | MVP             |
| -- | ---- | ---------- | --- | --------------------------- | ------------ | ------ | -------- | --------------- |
| 68 | 2024 | 3 февраля  | Команда Макдэвида 4 — Команда Мэттьюса 7 (финал) Команда Макдэвида 4 — Команда Маккиннона 3 (полуфинал) Команда Хьюза 5 — Команда Мэттьюса 6 (полуфинал)                               | Скоушабэнк-арена            | Торонто      | Канада |          | Остон Мэттьюс   |
| 67 | 2023 | 4 февраля  | Центральный дивизион 5 — Атлантический дивизион 7 (финал) Атлантический дивизион 10 — Столичный дивизион 6 (полуфинал) Тихоокеанский дивизион 4 — Центральный дивизион 6 (полуфинал)   | FLA Live Arena              | Санрайз      | США    | 19 250   | Мэттью Ткачук   |
| 66 | 2022 | 5 февраля  | Столичный дивизион 5 — Центральный дивизион 3 (финал) Тихоокеанский дивизион 4 — Столичный дивизион 6 (полуфинал) Центральный дивизион 8 — Атлантический дивизион 5 (полуфинал)        | T-Mobile Arena              | Парадайс     | США    | 17 419   | Клод Жиру       |
| 65 | 2020 | 25 января  | Атлантический дивизион 4 — Тихоокеанский дивизион 5 (финал) Центральный дивизион 5 — Тихоокеанский дивизион 10 (полуфинал) Атлантический дивизион 9 — Столичный дивизион 5 (полуфинал) | Enterprise Center           | Сент-Луис    | США    | 18 112   | Давид Пастрняк  |
| 64 | 2019 | 26 января  | Центральный дивизион 5 — Столичный дивизион 10 (финал) Тихоокеанский дивизион 4 — Центральный дивизион 10 (полуфинал) Атлантический дивизион 4 — Столичный дивизион 7 (полуфинал)      | SAP Center at San Jose      | Сан-Хосе     | США    | 17 562   | Сидни Кросби    |
| 63 | 2018 | 28 января  | Атлантический дивизион 2 — Тихоокеанский дивизион 5 (финал) Тихоокеанский дивизион 5 — Центральный дивизион 2 (полуфинал) Атлантический дивизион 7 — Столичный дивизион 4 (полуфинал)  | Amalie Arena                | Тампа        | США    | 19 092   | Брок Бесер      |
| 62 | 2017 | 29 января  | Тихоокеанский дивизион 3 — Столичный дивизион 4 (финал) Атлантический дивизион 6 — Центральный дивизион 10 (полуфинал) Тихоокеанский дивизион 10 — Центральный дивизион 3 (полуфинал)  | Staples Center              | Лос-Анджелес | США    | 18 665   | Уэйн Симмондс   |
| 61 | 2016 | 31 января  | Атлантический дивизион 0 — Тихоокеанский дивизион 1 (финал) Столичный дивизион 3 — Атлантический дивизион 4 (полуфинал) Центральный дивизион 6 — Тихоокеанский дивизион 9 (полуфинал)  | Bridgestone Arena           | Нэшвилл      | США    | 17 139   | Джон Скотт      |
| 60 | 2015 | 25 января  | Сборная Фолиньо 12 — Сборная Тэйвза 17 | Nationwide Arena            | Коламбус     | США    | 18 901   | Райан Джохансен |
| 59 | 2012 | 29 января  | Сборная Хары 12 — Сборная Альфредссона 9 | Scotiabank Place            | Оттава       | Канада | 20 510   | Мариан Габорик  |
| 58 | 2011 | 30 января  | Сборная Лидстрема 11 — Сборная Стаала 10 | RBC Center                  | Роли         | США    | 18 680   | Патрик Шарп     |
| 57 | 2009 | 25 января  | Западная конференция 11 — Восточная конференция 12 (Б) | Bell Center                 | Монреаль     | Канада | 21 273   | Алексей Ковалёв |
| 56 | 2008 | 27 января  | Западная конференция 7 — Восточная конференция 8 | Philips Arena               | Атланта      | США    | 18 644   | Эрик Стаал      |
| 55 | 2007 | 24 января  | Западная конференция 12 — Восточная конференция 9 | American Airlines Center    | Даллас       | США    | 18 532   | Даниэль Бриер   |
| 54 | 2004 | 8 февраля  | Западная конференция 4 — Восточная конференция 6 | Xcel Energy Center          | Миннесота    | США    | 19 434   | Джо Сакик       |
| 53 | 2003 | 2 февраля  | Западная конференция 6 — Восточная конференция 5 (Б) | Office Depot Center         | Санрайз      | США    | 19 250   | Дэни Хитли      |
| 52 | 2002 | 2 февраля  | Звёзды Америки 5 — Звёзды остального мира 8 | Staples Center              | Лос-Анжедес  | США    | 18 118   | Эрик Дазе       |
| 51 | 2001 | 4 февраля  | Звёзды Америки 14 — Звёзды остального мира 12 | Pepsi Center                | Колорадо     | США    | 18 646   | Билл Герин      |
| 50 | 2000 | 6 февраля  | Звёзды Америки 4 — Звёзды остального мира 9 | Air Canada Centre           | Торонто      | Канада | 19 300   | Павел Буре      |
| 49 | 1999 | 24 января  | Звёзды Америки 8 — Звёзды остального мира 6 | Ice Palace                  | Тампа        | США    | 19 758   | Уэйн Гретцки    |
| 48 | 1998 | 18 января  | Звёзды Америки 8 — Звёзды остального мира 7 | GM Place                    | Ванкувер     | Канада | 18 442   | Теему Селянне   |
| 47 | 1997 | 18 января  | Западная конференция 7 — Восточная конференция 11 | San Jose Arena              | Сан-Хосе     | США    | 17 422   | Марк Рекки      |
| 46 | 1996 | 20 января  | Западная конференция 4 — Восточная конференция 5 | FleetCenter                 | Бостон       | США    | 17 565   | Рэй Бурк        |
| 45 | 1994 | 22 января  | Западная конференция 8 — Восточная конференция 9 | Madison Square Garden       | Нью-Йорк     | США    | 18 200   | Майк Рихтер     |
| 44 | 1993 | 6 февраля  | Конференция Кларенса Кэмпбела 6 — Конференция Принца Уэльского 16 | Montreal Forum              | Монреаль     | Канада | 17 137   | Майк Гартнер    |
| 43 | 1992 | 18 января  | Конференция Кларенса Кэмпбела 10 — Конференция Принца Уэльского 6 | The Spectrum                | Филадельфия  | США    | 17 380   | Бретт Халл      |
| 42 | 1991 | 19 января  | Конференция Кларенса Кэмпбела 11 — Конференция Принца Уэльского 5 | Chicago Stadium             | Чикаго       | США    | 17 472   | Венсан Дамфусс  |
| 41 | 1990 | 21 января  | Конференция Кларенса Кэмпбела 7 — Конференция Принца Уэльского 12 | Civic Arena                 | Питтсбург    | США    | 16 236   | Марио Лемьё     |
| 40 | 1989 | 7 февраля  | Конференция Кларенса Кэмпбела 9 — Конференция Принца Уэльского 5 | Northlands Colesium         | Эдмонтон     | Канада | 17 503   | Уэйн Гретцки    |
| 39 | 1988 | 9 февраля  | Конференция Кларенса Кэмпбела 5 — Конференция Принца Уэльского 6 (OT) | St. Louis Arena             | Сент-Луис    | США    | 17 878   | Марио Лемьё     |
| 38 | 1986 | 4 февраля  | Конференция Кларенса Кэмпбела 3 — Конференция Принца Уэльского 4 (OT) | Hartford Civic Center       | Хартфорд     | США    | 15 100   | Грант Фюр       |
| 37 | 1985 | 12 февраля | Конференция Кларенса Кэмпбела 4 — Конференция Принца Уэльского 6 | Olympic Saddledome          | Калгари      | Канада | 16 825   | Марио Лемьё     |
| 36 | 1984 | 31 января  | Конференция Кларенса Кэмпбела 6 — Конференция Принца Уэльского 7 | Meadowlands Arena           | Нью-Джерси   | США    | 18 939   | Дон Мэлоуни     |
| 35 | 1983 | 8 февраля  | Конференция Кларенса Кэмпбела 9 — Конференция Принца Уэльского 3 | Nassau Colesium             | Нью-Йорк     | США    | 15 230   | Уэйн Гретцки    |
| 34 | 1982 | 9 февраля  | Конференция Кларенса Кэмпбела 2 — Конференция Принца Уэльского 4 | The Capital Centre          | Вашингтон    | США    | 18 130   | Майк Босси      |
| 33 | 1981 | 10 февраля | Конференция Кларенса Кэмпбела 4 — Конференция Принца Уэльского 1 | The Forum                   | Инглвуд      | США    | 15 761   | Майк Лиут       |
| 32 | 1980 | 5 февраля  | Конференция Кларенса Кэмпбела 3 — Конференция Принца Уэльского 6 | Joe Louis Arena             | Детройт      | США    | 21 002   | Реджи Лич       |
| 31 | 1978 | 24 января  | Конференция Кларенса Кэмпбела 2 — Конференция Принца Уэльского 3 (OT) | Buffalo Memorial Auditorium | Баффало      | США    | 16 433   | Билли Смит      |
| 30 | 1977 | 25 января  | Конференция Кларенса Кэмпбела 3 — Конференция Принца Уэльского 4 | Pacific Colesium            | Ванкувер     | Канада | 15 607   | Рик Мартин      |
| 29 | 1976 | 20 января  | Конференция Кларенса Кэмпбела 5 — Конференция Принца Уэльского 7 | The Spectrum                | Филадельфия  | США    | 16 436   | Питер Маховлич  |
| 28 | 1975 | 21 января  | Конференция Кларенса Кэмпбела 1 — Конференция Принца Уэльского 7 | Montreal Forum              | Монреаль     | Канада | 16 080   | Сил Эппс        |
| 27 | 1974 | 29 января  | Западный дивизион 6 — Восточный дивизион 4 | Chicago Stadium             | Чикаго       | США    | 16 426   | Гарри Ангер     |
| 26 | 1973 | 30 января  | Западный дивизион 4 — Восточный дивизион 5 | Madison Square Garden       | Нью-Йорк     | США    | 16 986   | Грег Полис      |
| 25 | 1972 | 25 января  | Западный дивизион 2 — Восточный дивизион 3 | Met Sports Center           | Миннесота    | США    | 15 423   | Бобби Орр       |
| 24 | 1971 | 19 января  | Западный дивизион 2 — Восточный дивизион 1 | Boston Garden               | Бостон       | США    | 14 790   | Бобби Халл      |
| 23 | 1970 | 20 января  | Западный дивизион 1 — Восточный дивизион 4 | St. Louis Arena             | Сент-Луис    | США    | 16 587   | Бобби Халл      |
| 22 | 1969 | 21 января  | Западный дивизион 3 — Восточный дивизион 3 | Montreal Forum              | Монреаль     | Канада | 16 260   | Фрэнк Маховлич  |
| 21 | 1968 | 16 января  | Торонто Мейпл Лифс 4 — Все звёзды 3 | Maple Leaf Gardens          | Торонто      | Канада | 15 753   | Брюс Гэмбл      |
| 20 | 1967 | 18 января  | Монреаль Канадиенс 3 — Все звёзды 0 | Montreal Forum              | Монреаль     | Канада | 14 284   | Анри Ришар      |
| 19 | 1965 | 20 октября | Монреаль Канадиенс 2 — Все звёзды 5 | Montreal Forum              | Монреаль     | Канада | 13 529   | Горди Хоу       |
| 18 | 1964 | 10 октября | Торонто Мейпл Лифс 2 — Все звёзды 3 | Maple Leaf Gardens          | Торонто      | Канада | 14 232   | Жан Беливо      |
| 17 | 1963 | 5 октября  | Торонто Мейпл Лифс 3 — Все звёзды 3 | Maple Leaf Gardens          | Торонто      | Канада | 14 034   | Фрэнк Маховлич  |
| 16 | 1962 | 6 октября  | Торонто Мейпл Лифс 4 — Все звёзды 1 | Maple Leaf Gardens          | Торонто      | Канада | 14 236   | Эдди Шэк        |
| 15 | 1961 | 7 октября  | Чикаго Блэк Хокс 1 — Все звёзды 3 | Chicago Stadium             | Чикаго       | США    | 14 534   | —               |
| 14 | 1960 | 1 октября  | Монреаль Канадиенс 1 — Все звёзды 2 | Montreal Forum              | Монреаль     | Канада | 13 949   | —               |
| 13 | 1959 | 3 октября  | Монреаль Канадиенс 6 — Все звёзды 1 | Montreal Forum              | Монреаль     | Канада | 13 818   | —               |
| 12 | 1958 | 4 октября  | Монреаль Канадиенс 6 — Все звёзды 3 | Montreal Forum              | Монреаль     | Канада | 13 989   | —               |
| 11 | 1957 | 5 октября  | Монреаль Канадиенс 3 — Все звёзды 5 | Montreal Forum              | Монреаль     | Канада | 13 003   | —               |
| 10 | 1956 | 9 октября  | Монреаль Канадиенс 1 — Все звёзды 1 | Montreal Forum              | Монреаль     | Канада | 13 095   | —               |
| 9  | 1955 | 2 октября  | Детройт Ред Уингз 3 — Все звёзды 1 | Olympia Stadium             | Детройт      | США    | 10 111   | —               |
| 8  | 1954 | 2 октября  | Детройт Ред Уингз 2 — Все звёзды 2 | Olympia Stadium             | Детройт      | США    | 10 689   | —               |
| 7  | 1953 | 3 октября  | Монреаль Канадиенс 1 — Все звёзды 3 | Montreal Forum              | Монреаль     | Канада | 14 153   | —               |
| 6  | 1952 | 5 октября  | Первая команда 1 — Вторая команда 1 | Olympia Stadium             | Детройт      | США    | 10 680   | —               |
| 5  | 1951 | 9 октября  | Первая команда 2 — Вторая команда 2 | Maple Leaf Gardens          | Торонто      | Канада | 11 469   | —               |
| 4  | 1950 | 8 октября  | Детройт Ред Уингз 7 — Все звёзды 1 | Olympia Stadium             | Детройт      | США    | 9 166    | —               |
| 3  | 1949 | 10 октября | Торонто Мейпл Лифс 1 — Все звёзды 3 | Maple Leaf Gardens          | Торонто      | Канада | 13 541   | —               |
| 2  | 1948 | 3 ноября   | Торонто Мейпл Лифс 1 — Все звёзды 3 | Chicago Stadium             | Чикаго       | США    | 12 974   | —               |
| 1  | 1947 | 13 октября | Торонто Мейпл Лифс 3 — Все звёзды 4 | Maple Leaf Gardens          | Торонто      | Канада | 14 169   | —               |

## Самые возрастные и самые молодые игроки, принимавшие участие в матчах
| #  | Игрок          | Год  | Дата рождения   | Возраст  |
| -- | -------------- | ---- | --------------- | -------- |
| 1  | Горди Хоу      | 1980 | 31 марта 1928   | 51-10-5  |
| 2  | Дуг Харви      | 1969 | 19 декабря 1924 | 44-1-2   |
| 3  | Яромир Ягр     | 2016 | 15 февраля 1972 | 43-11-16 |
| 4  | Марк Мессье    | 2004 | 18 января 1961  | 43-0-21  |
| 5  | Гамп Ворсли    | 1972 | 14 мая 1929     | 42-9-11  |
| 6  | Аллан Стэнли   | 1968 | 1 марта 1926    | 41-10-15 |
| 7  | Жак Плант      | 1970 | 17 января 1929  | 41-0-3   |
| 8  | Лэрри Робинсон | 1992 | 2 января 1951   | 40-7-16  |
| 9  | Рэй Бурк       | 2001 | 28 декабря 1960 | 40-1-7   |
| 10 | Крис Челиос    | 2002 | 25 января 1962  | 40-0-8   |

| #  | Игрок           | Год  | Дата рождения    | Возраст |
| -- | --------------- | ---- | ---------------- | ------- |
| 1  | Флеминг Маккелл | 1947 | 30 апреля 1929   | 18-5-13 |
| 2  | Лэрри Хиллман   | 1955 | 5 февраля 1937   | 18-6-27 |
| 3  | Стив Айзерман   | 1984 | 9 мая 1965       | 18-8-22 |
| 4  | Патрик Лайне    | 2017 | 19 апреля 1998   | 18-9-10 |
| 5  | Кирк Мюллер     | 1985 | 8 февраля 1966   | 19-0-4  |
| 6  | Уэйн Гретцки    | 1980 | 26 января 1961   | 19-0-10 |
| 7  | Уэнделл Кларк   | 1986 | 25 октября 1966  | 19-3-10 |
| 8  | Марио Лемьё     | 1985 | 5 октября 1965   | 19-4-7  |
| 9  | Грант Фюр       | 1982 | 28 сентября 1962 | 19-4-12 |
| 10 | Остон Мэттьюс   | 2017 | 17 сентября 1997 | 19-4-12 |